# Franciscan School of Theology
La Franciscan School of Theology (FST) è un'università privata di indirizzo cattolico con sede a San Diego, nello stato americano della California.
Le origini dell'istituto si ricollegano con quelle della scuola apostolica della missione di Santa Barbara, aperta dai frati francescani nel 1854. La scuola fu attiva come seminario e centro di studi teologici fino al 1968, quando si trasferì a Berkeley prendendo il nome di Franciscan School of Theology. Nel 2013 l'istituto, appartenente alla provincia di Santa Barbara dell'ordine dei frati minori, si trasferì nella missione di San Luis Rey, presso Oceanside, affiliandosi alla University of San Diego e nel 2019 stabilì la sua sede nel campus di tale università.